# Marc-Pierre d’Argenson

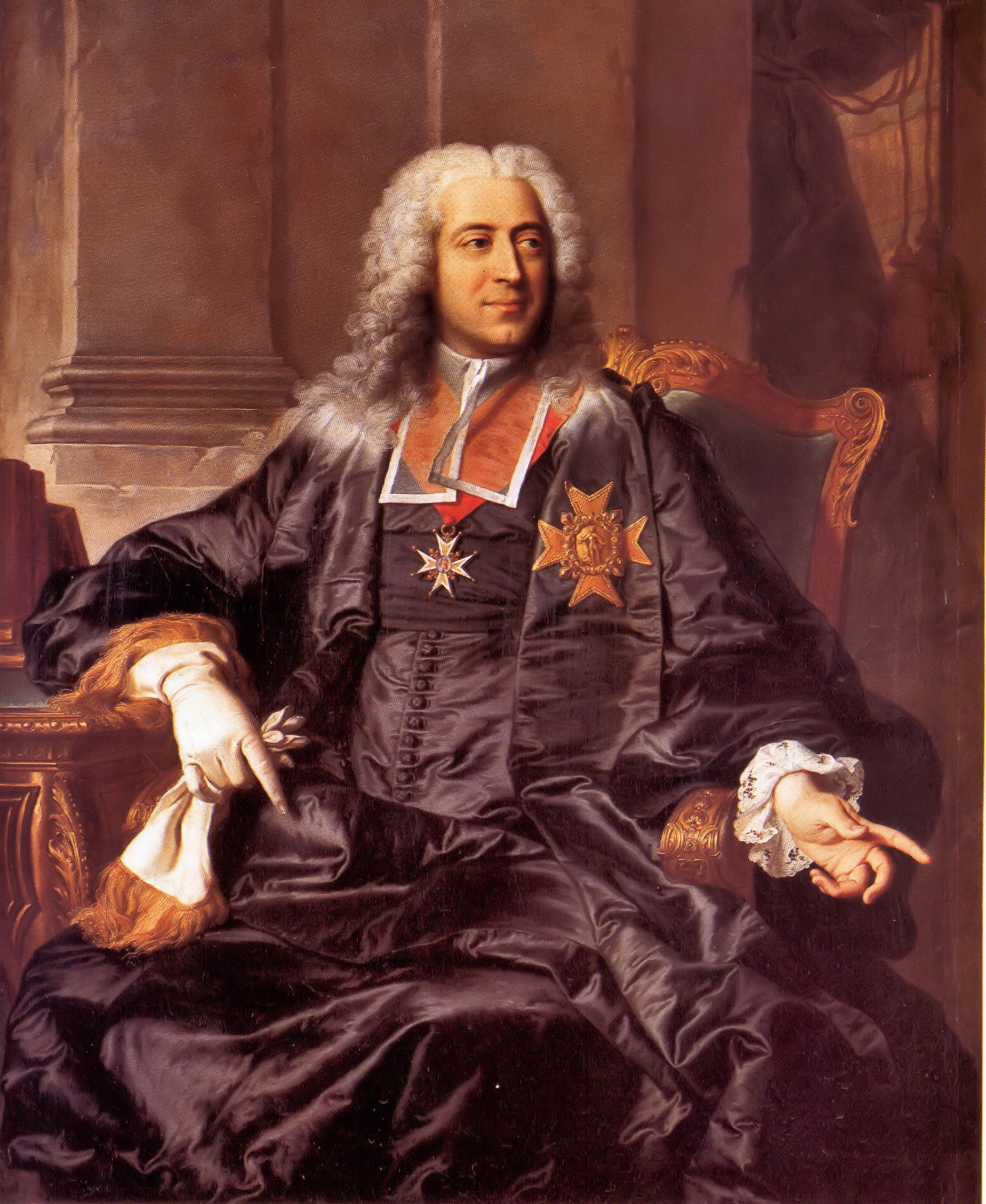
Marc-Pierre d’Argenson

Marc-Pierre de Voyer de Paulmy d’Argenson (* 16. August 1696 in Paris; † 22. August 1764 ebenda) war ein französischer Adeliger und Politiker.

## Leben und Wirken
Er stammte aus der adeligen Familie de Voyer d’Argenson, die ursprünglich aus der Touraine kam und der französischen Krone seit mehreren Generationen hohe Amtsträger stellte. 1720 übernahm er von seinem Vater Marc René d’Argenson (1652–1721) das Amt des obersten Polizeichefs (Lieutenant général de la police). 1742 wurde er Kriegsminister und reorganisierte die im Österreichischen Erbfolgekrieg (1740–48) kämpfende Armee. 1751 gründete er die Militärschule Saint-Cyr. Er war jüngerer Bruder von René Louis d’Argenson, und wie dieser war er aus seiner Schulzeit am Jesuitenkolleg Louis-le-Grand gut mit Voltaire bekannt, dem er verschiedentlich Freundschaftsdienste erwies. Er war mit Anne Larcher (* 1706) verheiratet.
1726 wurde er Ehrenmitglied der Académie des sciences. 1749 wurde er zum Mitglied der Académie des Inscriptions et Belles-Lettres gewählt.